# Iara Iavelberg
Iara Iavelberg (São Paulo, 7 de mayo de 1944 -Salvador, 20 de agosto de 1971) fue una Psicóloga y profesora universitaria brasileña, militante de la Organización Revolucionaria Marxista Política Obrera (Polop) y del Movimiento Revolucionario 8 de Octubre (MR-8) fue una de las principales integrantes de la lucha armada contra la dictadura militar brasileña.

## Breve reseña
Iara Iavelberg nació en una tradicional familia judía establecida en el barrio de Ipiranga, en São Paulo, principal urbe de Brasil. Tenía tres hermanos, Samuel, Rosa y Raúl. Estudió en la escuela israelita de Cambuci, en la capital paulista. Contrae matrimonio por primera vez a los 16 años con el médico Samuel Halberkon, de quien se divorcia tres años más tarde. 
En 1963 comienza sus estudios en la Facultad de Psicología de la Universidad de São Paulo. Posteriormente trabaja como profesora asistente en dicha facultad. Se interesaba por los temas de las libertades sexuales, el movimiento feminista y otros relacionados con el clima político nacional, repudiando siempre la dictadura militar.
Iara llega al Marxismo a través del movimiento estudiantil. Conoce a Carlos Lamarca en 1962, por medio de un amigo de la facultad, volviéndose a encontrar seis años más tarde, e inicia su romance con el guerrillero; siguiendo sus pasos se mantiene a su lado convirtiéndose en su compañera hasta su muerte. Durante las movilizaciones estudiantiles de 1968, ya se había graduado, y se encontraba trabajando en la misma facultad, siendo una de las líderes del movimiento.
Militó en varios movimientos o grupos, durante un tiempo al lado de Dilma Rousseff, posteriormente Presidente de Brasil. Fue militante de la Organización Política (Polop), habiendo ingresado en el Movimento Revolucionário 8 de Outubro (MR-8), pocos meses antes de morir.
Participó en los entrenamientos de la guerrilla en el Vale do Ribeira, en el entonces Sao Paulo, formando parte de varias acciones armadas que la hicieron convertirse en uno de los blancos más codiciados por la represión al punto de que su rostro comenzó a empapelar todo el país, en carteles de se busca.

## Muerte y exhumación
Muere el 20 de agosto de 1971, según versión oficial, a los 27 años, en circunstancias aun no esclarecidas, en un confuso episodio de persecución por parte de la policía en un apartamento de la ciudad de San Salvador de Bahía. En el certificado de defunción del forense, había un signo de interrogación en la palabra suicidio.
En 1998, la familia de Iara comenzó una batalla judicial contra el Estado solicitando la exhumación del cuerpo, con la intención de investigar las causas de su muerte. En el año 2003, un informe forense determinó que el tiro mortal de Iara fue disparado de larga distancia, descartando la hipótesis de suicidio. De este modo los restos mortales pudieron así, más de treinta años después, ser removidos del ala de suicidas, donde habían sido enterrados, para estar en el panteón de sus padres, en otra área del cementerio judío.

## Homenajes
El edificio de la facultad de Psicología de la Universidad de São Paulo lleva su nombre. El mismo también está presente en una plaza en el barrio de Bangu, en la ciudad de Río de Janeiro y otra en el barrio de Pirituba, en la ciudad de São Paulo.
En 1992 la periodista Judith Lieblich Patarra presenta el libro "Iara: Reportaje Biográfica", el cual narra la trayectoria de militancia de Iara Iavelberg.
En 2014 fue lanzada la película-documental En Búsqueda de Iara, escrita y producida por su sobrina, Mariana Pamplona.